# العلاقات الغرينادية الفلسطينية
العلاقات الغرينادية الفلسطينية هي العلاقات الثنائية التي تجمع بين غرينادا وفلسطين.

## التاريخ
اعترفت غرينادا بدولة فلسطين في 28 سبتمبر 2013.
سلمت ليندا صبح علي في 11 نوفمبر 2022 أوراق اعتمادها سفيرةً غير مقيمة لدولة فلسطين لدى غرينادا.
في 12 فبراير 2023، وُقعت ثلاث مذكرات تفاهم بين البلدين في مجالات التعاون العام، والتعاون في الزراعة والصحة.